# The Pussybats
The Pussybats ist eine Alternative-Band aus Deutschland.

## Geschichte
The Pussybats wurden 2006 gegründet. 2007 gewannen sie den „Battle of the Bands“ des Magazins Sonic Seducer, im selben Jahr traten sie beim Wave-Gotik-Treffen in Leipzig auf. Neben zahlreichen Samplerbeiträgen haben die The Pussybats bisher eine EP (Miss Purgatory, 2007, im Eigenvertrieb) sowie die Single No Romeo (2008) und das Debütalbum Famous Last Songs (2009) aufgenommen. Die Band nahm auch den Soundtrack für den Indie-Horrorfilm One by One (DVD-Media, 2006) auf. Ein Szene-Hit wurde ihre Dark-Glam-Version des White-Town-Hits Your Woman.
Die Band hatte einen Labelvertrag bei Twilight Zone Records, der aber aufgelöst wurde. Um das bereits eingespielte Album PussyPussyBangBang zu veröffentlichten, unterschrieb die Band bei Bellaphon/Gunn Records. Auf diesem Album ist eine neue Version von Miss Purgatory zu hören, das sich bereits auf dem ersten Demo der Band befindet. In der Folge gab es einige Umbesetzungen an der Gitarre, bis mit Maze Sire das derzeitige Line-Up feststand.
Der Jackass/Viva-La-Bam-Star Bam Margera hat eine Coverversion des Songs Dance with the Devils auf seinem im September 2016 erschienenen Album The Evesdroppers eingespielt.
2016 wechselten The Pussybats zu dem Label Eternal Sounds Records, gemeinsam veröffentlichten sie im März 2017 das neue Album Indestructible. Darauf zu hören ist neben der Band selbst, die auch als Produzenten fungierte, unter anderem der Ex-Cradle-of-Filth-Gitarrist Stuart Anstis. Gemixt wurde das Album von Kris Vlad, Sänger der Band Vlad in Tears.

## Diskografie
- 2007: Miss Purgatory (EP; Eigenvertrieb)
- 2008: No Romeo (Single; Black Rain Media Group)
- 2009: Famous Last Songs (Album; Black Rain Media Group)
- 2010: Last Songs of Summer (Download Single)
- 2014: PussyPussyBangBang (Album; Bellaphon/Gunn Records)
- 2017: Indestructible (Album; Eternal Sound Records)

## Videos
- 2006: Your Horrorshow
- 2007: EPK Interview (Sonic Seducer)
- 2007: Dead by Dawn (Band Version – Nosferatu Movie Version)
- 2007–2008: Miss Purgatory
- Castle Rock 8 (Live-DVD zum Festival; 3 Songs und Interview)
- 2008: No Romeo
- 2009: Your Woman
- 2009–2010: A Wish
- 2013: Scary Fairy
- 2014: Tunes for Tragedy
- 2015: Sidney Fears
- 2016: Silver Bullet
- 2017: Pure Crystal

## Auszeichnungen
- 2007: Sonic Seducer „Battle of the Bands“ Gewinner
- 2015: Terra Relicta „Terra Relicta Dark Music Awards 2014“ 3. Platz "PussyPussyBangBang" Album des Jahres 2014